# Anton Qvam
Ole Anton Qvam (født 5. august 1834 i Molde, død 8. juli 1904 i Egge) var en norsk politiker og jurist. Han var bror til Peter Qvam og gift med Fredrikke Marie Qvam.

## Karriere
Qvam blev student 1853 og herefter uddannet cand. jur. i 1862. I sine studieår havde han forskellige huslærerstillinger og vikarierede ved højere skoler. 1863—64 var han edsvoren fuldmægtig hos sorenskriveren i Stjørdal og Verdal. Han tog i 1863 bevilling som overretssagfører og autoriseredes i 1867 efter aflagt prøve som Højesteretsadvokat. Ved giftermål blev han i 1865 knyttet til den ansete Indherredsslægt Gram.
Qvam kom i disse år ind i det politiske liv og blev snart benyttet i forskellige offentlige tillidshverv. Han var således ordfører i Egge, hvor hans gård Gjævran ligger, i årene 1869—85. Allerede tidligt blev Qvam udpeget som tingmand for Nord-Trøndelag. Ved det første valg efter indførelsen af årlige Storting blev han fjerde suppleant (1871—73).
Han rykkede ved det næste valg op i repræsentantrækken, i hvilken han oftest indtog førsteplads,[kilde mangler] indtil han 1885 fraflyttede distriktet. På Stortinget var han i flere perioder formand i Justitskomiteen, fra 1880 medlem af Valgkomiteen og fra 1883 af Fuldmagtskomiteen. Fra 1880 blev han medlem af Lagtinget og i perioden 1882—85 var han præsident for samme. Som sådan præsiderede han under de præliminære møder i Rigsretten 1883, men blev udskudt af anklagede.
I 1885 blev Qvam udnævnt til sorenskriver i Guldalen, hvor han i 1886—88 repræsenterede Sør-Trøndelag og var under denne valgperiode Odelstingets præsident. Ved indførelsen af den ny rettergangsorden i 1889 blev han udnævnt til lagmand i Frostatings Lagdømme. Da ministeriet Steen 6. marts 1891 blev dannet, blev han udnævnt statsråd og chef for Justitsdepartementet. Sammen med hele ministeriet afgik han 2. maj 1893 på vartpenge og blev udnævnt ved udgangen af det følgende år til amtmand i Nord-Trøndelag.
Han repræsenterede Sør-Trøndelag på Stortinget 1895—97. Efter at være blevet valgt fra Nord-Trøndelag for perioden 1898—1901 indtrådte han 17. februar 1898 i det andet Steenske ministerium. I dette forestod han dels Justitsdepartementet, dels det 1900 oprettede Landbrugsdepartement. Da det Blehrske Ministerium 21. april 1902 afløste ministeriet Steen, blev Qvam statsminister og formand for statsrådsafdelingen i Stockholm, hvilken stilling han havde indtil ministeriets afgang 22. oktober 1903.
Qvam blev efterhånden en af sit partis fornemste ledere. For juryens indførelse var han meget virksom, særlig 1882—85 som formand i den parlamentariske jurykommission. Senere indtrådte han som medlem i straffelovskommissionen og i den militære straffelovskommission, i hvilken sidste han ligeledes var formand. I alle disse hverv nedlagde han et betydningsfuldt arbejde, og leverede en væsentlig del af de forarbejder, hvorpå den så dybt indgribende lovgivning er bygget.[kilde mangler]
Som statsminister indlagde han sig fortjeneste ved sit arbejde på løsningen af de unionske tvistemål og ordningen af konsulatsagen. I litteraturen bidrog han med sin udgave af Den norske Straffeproceslov af 1. Juli 1887 med Kommentar (1889). I brochurer og i særdeleshed i avisartikler deltog han stadig i drøftelsen af samtidens politiske spørgsmål, ligesom han i en lang årrække var en af partiets dygtigste folketalere.[kilde mangler]